# FIA-Formel-E-Meisterschaft 2016/17
Die FIA-Formel-E-Meisterschaft 2016/17 war die dritte Saison der FIA-Formel-E-Meisterschaft. Sie begann am 9. Oktober 2016 in Hongkong und endete am 30. Juli 2017 in Montreal. Die Saison umfasste zwölf Rennen.
Lucas di Grassi (ABT Schaeffler Audi Sport) gewann zum ersten Mal den Fahrertitel, Renault e.dams wurde zum dritten Mal Sieger der Teamwertung.

## Änderungen 2016/17

### Rennen
Neu im Kalender waren der Brüssel ePrix, der Hongkong ePrix, der Marrakesch ePrix, der Montreal ePrix und der New York City ePrix. Der Monaco ePrix kehrte nach einem Jahr in den Kalender zurück. Dafür entfielen die Rennen in London, Peking, Punta del Este und Putrajaya.
Damit war im dritten Jahr der Serie der Buenos Aires ePrix das einzige Rennen, das in jeder Saison auf derselben Rennstrecke ausgetragen wurde.
Der Brüssel ePrix sollte zunächst im Heyselpark im Stadtteil Laken, in unmittelbarer Nähe zum Messegelände und dem Atomium ausgetragen werden. Da dort zeitgleich jedoch das Musikfestival Couleur Café stattfinden wird, wurde im Dezember 2016 die Verlegung in den Elisabethpark vor der Nationalbasilika des Heiligen Herzens im Stadtteil Koekelberg bekanntgegeben. Da für diese Streckenführung jedoch wichtige Verkehrsanbindungen gesperrt werden müssen und das Rennen zu Beginn der belgischen Sommerferien ausgetragen werden soll, wurden diese Pläne seitens der Lokalpolitik nach einer Petition von Anwohnern ebenfalls verworfen. Die Suche nach einer weiteren Streckenführung gestalte sich dem Promoter des Brüssel ePrix zufolge schwierig, weshalb eine Absage der Veranstaltung drohe. Das Rennen wurde Anfang März 2017 endgültig abgesagt.
Im Januar 2017 entschied der Senat der Stadt Berlin, den Berlin ePrix nicht auf der im Vorjahr genutzten Strecke zu veranstalten, da es zu Anwohnerbeschwerden durch Verkehrsbeeinträchtigungen und Schallemissionen gekommen war. Das Rennen wurde jedoch ausdrücklich nicht abgesagt, sondern sollte stattdessen mit einer anderen Streckenführung durchgeführt werden. Im Februar 2017 gaben die Organisatoren der FIA-Formel-E-Meisterschaft bekannt, das Rennen wie bereits 2015 auf der Formel-E-Rennstrecke Berlin (Tempelhof) durchzuführen, jedoch mit geänderter Streckenführung. Im Zuge der Absage des Brüssel ePrix wurde bekanntgegeben, dass das Rennen, genau wie die Rennen in Montreal und New York, als Double-Header ausgetragen werde.

### Technisches Reglement
Zur dritten Saison war ein neues Bodykit für die Fahrzeuge geplant. Die Änderungen beschränkten sich jedoch auf einen neuen Frontflügel, dessen Optik futuristischer wirken und das Fahrzeugdesign optisch somit noch weiter von anderen Formel-Fahrzeugen abheben sollte. Da die Endplatten nun mit zwei Streben an der Fahrzeugnase befestigt waren, war der Flügel zudem stabiler. In den ersten beiden Formel-E-Saisons kam es mehrmals dazu, dass die Fahrzeuge nach Berührungen die Endplatten des Frontflügels verloren.
Die Maximalleistung bei der Rekuperation wurde von 100 auf 150 Kilowatt erhöht, hierzu entwickelte Williams Advanced Engineering neue Batterien. Außerdem wurde das Lenkrad der Fahrzeuge überarbeitet, damit die Fahrer die Hand nicht mehr vom Lenkrad nehmen mussten, um die Energierückgewinnung beim Bremsen zu verändern.
Das Mindestgewicht der Fahrzeuge wurde von 888 kg auf 880 kg gesenkt. Um fünf Kilogramm verringerte sich dabei alleine das Gewicht der Reifen, da Michelin die Reifen weiterentwickelte.
Die ursprünglich für die dritte Saison vorgesehene Erhöhung der Maximalleistung auf 250 kW wurde Anfang 2016 auf die Saison 2018/19 verschoben.

### Sportliches Reglement
Um sich für die eLizenz zu qualifizieren, mussten Fahrer ab dieser Saison, ähnlich wie bei der Superlizenz für die Formel 1, in anderen Serien eine bestimmte Anzahl Punkte sammeln. Außerdem sammelten die Fahrer mit der Teilnahme in der FIA-Formel-E-Meisterschaft auch Punkte für die Superlizenz. In den vergangenen Saisons galt dies nur für den Meister der FIA-Formel-E-Meisterschaft.
Für die schnellste Runde im Rennen gab es nun nur noch einen statt zwei Punkte.
Sollte ein Fahrer das zulässige Energielimit überschreiten, so erfolgte ein Leistungsabfall des Fahrzeugs, ein sogenannter Power ramp down.

### Reifen
Einheitslieferant Michelin entwickelte zur Saison 2016/17 einen neuen Reifen. Auch hierbei handelte es sich um einen profilierten Allwetterreifen, der im Vergleich zum Reifen der beiden Vorsaisons schneller die benötigte Reifentemperatur erreichte und mehr Haftung bot. Zudem sank der Rollwiderstand um 16 Prozent.

### Teams
Als Nachfolger des Trulli Formula E Teams trat Jaguar Racing nun in der FIA-Formel-E-Meisterschaft an.
Nachdem die chinesische Kapitalgesellschaft Chinese Media Capital über die Sportmarketingfirma SECA (Sports Entertainment Content Activation) das Team Aguri aufgekauft hatte, ging der Rennstall nun unter dem Namen Techeetah an den Start.
Nachdem Andretti in der Vorsaison kurzfristig vor Saisonbeginn auf den Einsatz des selbst entwickelten Antriebs verzichtete und den Antrieb der Saison 2014/15 verwendete, trat das Team nun mit dem selbst entwickelten Antrieb an. Außerdem gab das Team im Vorfeld der Saison eine Kooperation mit BMW bekannt. Dragon Racing, das zuvor als Kundenteam von Venturi angetreten war, setzte nun einen von Faraday Future entwickelten Antrieb ein.
Techeetah startete mit der Renault-Antriebseinheit, die auch Renault e.dams einsetzte und war somit das einzige Kundenteam der Meisterschaft.

### Fahrer
Jean-Éric Vergne wechselte nach einer Saison bei DS Virgin zu Techeetah. Seinen Platz nahm der Formel-E-Debütant José María López ein.
Maro Engel stieg in die FIA-Formel-E-Meisterschaft ein und bestritt die Saison bei Venturi. Mit Felix Rosenqvist startete ein dritter Debütant bei Mahindra Racing als Nachfolger von Bruno Senna. Adam Carroll und Mitch Evans wurden als Fahrer für das neue Jaguar-Team bekanntgegeben.
António Félix da Costa, der in der Vorsaison für das Team Aguri an den Start ging, wechselte zu Andretti und ersetzt dort Simona de Silvestro.
Im Januar 2017 wurde seitens der Organisatoren der FIA-Formel-E-Meisterschaft und des Mexiko-Stadt ePrix bekanntgegeben, dass Esteban Gutiérrez eine „gewisse Anzahl an Rennen“, darunter den Mexiko-Stadt ePrix 2017 bestreiten werde. Für welches Team Gutiérrez antreten sollte, wurde dabei nicht veröffentlicht. Anfang März 2017 gab Techeetah bekannt, dass Gutiérrez einen Vertrag für die restliche Saison erhielt und Ma Qinghua ersetzte.
Wegen einer Terminüberschneidung des Paris ePrix mit dem DTM-Rennen auf dem Lausitzring ersetzte Mike Conway einmalig Loïc Duval, Tom Dillmann sollte ebenso einmalig Maro Engel ersetzen. Während Conway bereits in der Vorsaison sieben Rennen für Venturi bestritt, gab Dillmann sein Debüt in der FIA-Formel-E-Meisterschaft.
Nachdem Dillmann bei seinem Debüt Punkte erzielt hatte, gab Venturi vor dem Berlin ePrix bekannt, dass Dillmann anstelle von Stéphane Sarrazin auch die restlichen Rennen der Saison für das Team bestreiten sollte. Sarrazin wechselte mit sofortiger Wirkung zu Techeetah, wo er Gutiérrez ersetzte. Gutiérrez bestritt für den nach seinem schweren Unfall bei der Qualifikation zum Indy 500 verletzen Sébastien Bourdais den Rest der IndyCar Series 2017.
Wegen einer Terminüberschneidung des New York City ePrix mit dem Rennen der FIA-Langstrecken-Weltmeisterschaft auf dem Nürburgring ersetzten Alex Lynn und Pierre Gasly einmalig José María López und Sébastien Buemi.

## Teams und Fahrer
Alle Teams und Fahrer verwendeten das Einheits-Chassis Spark-Renault SRT 01E sowie Reifen von Michelin.
| Bild                                           | Team                         | Fahrzeug            | Nr. | Fahrer                 | Rennen      |
| ---------------------------------------------- | ---------------------------- | ------------------- | --- | ---------------------- | ----------- |
| Renault Z.E.16 von Renault e.dams              | Renault e.dams               | Renault Z.E.16      | 08  | Nicolas Prost          | 1–12        |
| Renault Z.E.16 von Renault e.dams              | Renault e.dams               | Renault Z.E.16      | 09  | Sébastien Buemi        | 1–8, 11, 12 |
| Renault Z.E.16 von Renault e.dams              | Renault e.dams               | Renault Z.E.16      | 09  | Pierre Gasly           | 9, 10       |
| ABT Schaeffler FE02                            | ABT Schaeffler Audi Sport    | ABT Schaeffler FE02 | 11  | Lucas di Grassi        | 1–12        |
| ABT Schaeffler FE02                            | ABT Schaeffler Audi Sport    | ABT Schaeffler FE02 | 66  | Daniel Abt             | 1–12        |
| Virgin DSV-02                                  | DS Virgin Racing             | Virgin DSV-02       | 02  | Sam Bird               | 1–12        |
| Virgin DSV-02                                  | DS Virgin Racing             | Virgin DSV-02       | 37  | José María López       | 1–8, 11, 12 |
| Virgin DSV-02                                  | DS Virgin Racing             | Virgin DSV-02       | 37  | Alex Lynn              | 9, 10       |
| Penske 701-EV                                  | Faraday Future Dragon Racing | Penske 701-EV       | 06  | Loïc Duval             | 1–5, 7–12   |
| Penske 701-EV                                  | Faraday Future Dragon Racing | Penske 701-EV       | 06  | Mike Conway            | 6           |
| Penske 701-EV                                  | Faraday Future Dragon Racing | Penske 701-EV       | 07  | Jérôme D’Ambrosio      | 1–12        |
| Mahindra M3ELECTRO                             | Mahindra Racing              | Mahindra M3ELECTRO  | 19  | Felix Rosenqvist       | 1–12        |
| Mahindra M3ELECTRO                             | Mahindra Racing              | Mahindra M3ELECTRO  | 23  | Nick Heidfeld          | 1–12        |
| Venturi VM200-FE-02                            | Venturi Formula E Team       | Venturi VM200-FE-02 | 04  | Stéphane Sarrazin      | 1–6         |
| Venturi VM200-FE-02                            | Venturi Formula E Team       | Venturi VM200-FE-02 | 04  | Tom Dillmann           | 7–12        |
| Venturi VM200-FE-02                            | Venturi Formula E Team       | Venturi VM200-FE-02 | 05  | Maro Engel             | 1–5, 7–12   |
| Venturi VM200-FE-02                            | Venturi Formula E Team       | Venturi VM200-FE-02 | 05  | Tom Dillmann           | 6           |
| Andretti ATEC-02                               | Andretti Formula E           | Andretti ATEC-02    | 27  | Robin Frijns           | 1–12        |
| Andretti ATEC-02                               | Andretti Formula E           | Andretti ATEC-02    | 28  | António Félix da Costa | 1–12        |
| Renault Z.E.16 in der Lackierung von Techeetah | Techeetah                    | Renault Z.E.16      | 25  | Jean-Éric Vergne       | 1–12        |
| Renault Z.E.16 in der Lackierung von Techeetah | Techeetah                    | Renault Z.E.16      | 33  | Ma Qinghua             | 1–3         |
| Renault Z.E.16 in der Lackierung von Techeetah | Techeetah                    | Renault Z.E.16      | 33  | Esteban Gutiérrez      | 4–6         |
| Renault Z.E.16 in der Lackierung von Techeetah | Techeetah                    | Renault Z.E.16      | 33  | Stéphane Sarrazin      | 7–12        |
| NextEV 700R                                    | NextEV NIO                   | NextEV 700R         | 03  | Nelson Piquet jr.      | 1–12        |
| NextEV 700R                                    | NextEV NIO                   | NextEV 700R         | 88  | Oliver Turvey          | 1–12        |
| Jaguar I-Type 1                                | Panasonic Jaguar Racing      | Jaguar I-Type 1     | 20  | Mitch Evans            | 1–12        |
| Jaguar I-Type 1                                | Panasonic Jaguar Racing      | Jaguar I-Type 1     | 47  | Adam Carroll           | 1–12        |

## Rennkalender
2016/17 sollten vierzehn Rennen in zwölf Städten ausgetragen werden, davon zwei Rennen mit noch nicht festgelegtem Austragungsort. Der FIA-Weltrat lehnte in seiner Sitzung am 24. Juni 2016 einen geänderten Kalenderentwurf ab, da dieser eine Verschiebung des Mexiko-Stadt ePrix in den April vorsah und die Lücke zwischen dem zweiten Rennen am 12. November 2016 und dem dritten Rennen am 18. Februar 2017 zu groß erschien.
Am 28. September veröffentlichte die FIA den endgültigen Rennkalender, bei dem nun die beiden Rennen ohne bekannten Austragungsort fehlten. Somit beinhaltete er zwölf Rennen in zehn Städten. Außerdem tauschten der Montreal ePrix und der New York City ePrix ihre Plätze im Rennkalender. Mit dem Montreal ePrix und dem New York City ePrix befanden sich erstmals zwei Veranstaltungen im Rennkalender, in deren Rahmen jeweils zwei Rennen ausgetragen werden sollten. In den beiden Saisons zuvor wurde ausschließlich im Rahmen des Saisonfinales in London zwei Rennen im Rahmen eines ePrix veranstaltet. Anfang März 2017 gab es eine weitere Anpassung, der Brüssel ePrix wurde abgesagt, stattdessen fanden im Rahmen des Berlin ePrix ebenfalls zwei Rennen statt.
| Nr. | Datum        | Veranstaltung (Rennstrecke)         | Erster                                            | Zweiter                                           | Dritter                                           | Pole-Position                                     | Schnellste Runde                                  | Gesamtführung                               | Gesamtführung  |
| Nr. | Datum        | Veranstaltung (Rennstrecke)         | Erster                                            | Zweiter                                           | Dritter                                           | Pole-Position                                     | Schnellste Runde                                  | Fahrer                                      | Team           |
| --- | ------------ | ----------------------------------- | ------------------------------------------------- | ------------------------------------------------- | ------------------------------------------------- | ------------------------------------------------- | ------------------------------------------------- | ------------------------------------------- | -------------- |
| 01. | 9. Oktober   | Hongkong ePrix (Hongkong)           | Sébastien Buemi (Renault e.dams)                  | Lucas di Grassi (ABT Schaeffler Audi Sport)       | Nick Heidfeld (Mahindra Racing Formula E Team)    | Nelson Piquet jr. (NextEV NIO)                    | Felix Rosenqvist (Mahindra Racing Formula E Team) | Sébastien Buemi (Renault e.dams)            | Renault e.dams |
| 02. | 12. November | Marrakesch ePrix (Marrakesch)       | Sébastien Buemi (Renault e.dams)                  | Sam Bird (DS Virgin Racing)                       | Felix Rosenqvist (Mahindra Racing Formula E Team) | Felix Rosenqvist (Mahindra Racing Formula E Team) | Loïc Duval (Faraday Future Dragon Racing)         | Sébastien Buemi (Renault e.dams)            | Renault e.dams |
| 03. | 18. Februar  | Buenos Aires ePrix (Buenos Aires)   | Sébastien Buemi (Renault e.dams)                  | Jean-Éric Vergne (Techeetah)                      | Lucas di Grassi (ABT Schaeffler Audi Sport)       | Lucas di Grassi (ABT Schaeffler Audi Sport)       | Felix Rosenqvist (Mahindra Racing Formula E Team) | Sébastien Buemi (Renault e.dams)            | Renault e.dams |
| 04. | 1. April     | Mexiko-Stadt ePrix (Mexico City)    | Lucas di Grassi (ABT Schaeffler Audi Sport)       | Jean-Éric Vergne (Techeetah)                      | Sam Bird (DS Virgin Racing)                       | Oliver Turvey (NextEV NIO)                        | Sébastien Buemi (Renault e.dams)                  | Sébastien Buemi (Renault e.dams)            | Renault e.dams |
| 05. | 13. Mai      | Monaco ePrix (Monaco)               | Sébastien Buemi (Renault e.dams)                  | Lucas di Grassi (ABT Schaeffler Audi Sport)       | Nick Heidfeld (Mahindra Racing Formula E Team)    | Sébastien Buemi (Renault e.dams)                  | Sam Bird (DS Virgin Racing)                       | Sébastien Buemi (Renault e.dams)            | Renault e.dams |
| 06. | 20. Mai      | Paris ePrix (Paris)                 | Sébastien Buemi (Renault e.dams)                  | José María López (DS Virgin Racing)               | Nick Heidfeld (Mahindra Racing Formula E Team)    | Sébastien Buemi (Renault e.dams)                  | Sam Bird (DS Virgin Racing)                       | Sébastien Buemi (Renault e.dams)            | Renault e.dams |
| 07. | 10. Juni     | Berlin ePrix (Berlin)               | Felix Rosenqvist (Mahindra Racing Formula E Team) | Lucas di Grassi (ABT Schaeffler Audi Sport)       | Nick Heidfeld (Mahindra Racing Formula E Team)    | Lucas di Grassi (ABT Schaeffler Audi Sport)       | Mitch Evans (Panasonic Jaguar Racing)             | Sébastien Buemi (Renault e.dams)            | Renault e.dams |
| 08. | 11. Juni     | Berlin ePrix (Berlin)               | Sébastien Buemi (Renault e.dams)                  | Felix Rosenqvist (Mahindra Racing Formula E Team) | Lucas di Grassi (ABT Schaeffler Audi Sport)       | Felix Rosenqvist (Mahindra Racing Formula E Team) | Maro Engel (Venturi Formula E Team)               | Sébastien Buemi (Renault e.dams)            | Renault e.dams |
| 09. | 15. Juli     | New York City ePrix (New York City) | Sam Bird (DS Virgin Racing)                       | Jean-Éric Vergne (Techeetah)                      | Stéphane Sarrazin (Techeetah)                     | Alex Lynn (DS Virgin Racing)                      | Maro Engel (Venturi Formula E Team)               | Sébastien Buemi (Renault e.dams)            | Renault e.dams |
| 10. | 16. Juli     | New York City ePrix (New York City) | Sam Bird (DS Virgin Racing)                       | Felix Rosenqvist (Mahindra Racing Formula E Team) | Nick Heidfeld (Mahindra Racing Formula E Team)    | Sam Bird (DS Virgin Racing)                       | Daniel Abt (ABT Schaeffler Audi Sport)            | Sébastien Buemi (Renault e.dams)            | Renault e.dams |
| 11. | 29. Juli     | Montreal ePrix (Montreal)           | Lucas di Grassi (ABT Schaeffler Audi Sport)       | Jean-Éric Vergne (Techeetah)                      | Stéphane Sarrazin (Techeetah)                     | Lucas di Grassi (ABT Schaeffler Audi Sport)       | Loïc Duval (Faraday Future Dragon Racing)         | Lucas di Grassi (ABT Schaeffler Audi Sport) | Renault e.dams |
| 12. | 30. Juli     | Montreal ePrix (Montreal)           | Jean-Éric Vergne (Techeetah)                      | Felix Rosenqvist (Mahindra Racing Formula E Team) | José María López (DS Virgin Racing)               | Felix Rosenqvist (Mahindra Racing Formula E Team) | Nicolas Prost (Renault e.dams)                    | Lucas di Grassi (ABT Schaeffler Audi Sport) | Renault e.dams |

Darüber hinaus fand als offizieller Teil des Rennkalenders am 7. Januar 2017 das Visa Vegas eRace statt. Hierbei handelte es sich um ein E-Sport-Event im Rahmen des Sports Business Innovation Summit auf der Consumer Electronics Show in Las Vegas, das von allen 20 Stammpiloten sowie von zehn Simracern bestritten wurden. Die Simracer mussten sich zuvor in mehreren online durchgeführten Rennen (Road to Vegas) für das Event qualifizieren, anschließend wurde jeder von ihnen einem Team der FIA-Formel-E-Meisterschaft zugelost. Die Qualifikationsrennen sowie das Visa Vegas eRace wurden mit der Rennsimulation rFactor 2 durchgeführt. Gewinnen konnten die Teilnehmer ein Preisgeld von insgesamt einer Million US-Dollar, damit war die Veranstaltung das höchstdotierte E-Sports-Rennevent bis zu diesem Zeitpunkt. Die Veranstaltung orientierte sich mit zwei freien Trainings, Qualifying mit anschließender Superpole und Rennen inkl. Pflichtboxenstopp (dem Fahrzeugwechsel nachempfunden) an einen normalen ePrix. Zusätzlich gab es nach der Superpole ein Qualifikationsrennen, in dem die Startpositionen elf bis 30 ausgefahren wurden. Die virtuelle Rennstrecke wurde erst am Tag vor der Veranstaltung bekanntgegeben, ein 4,99 km langer Rundkurs mit zwanzig Kurven in Las Vegas. Der Las Vegas Strip bildete die Start-Ziel-Gerade, außerdem führte die Strecke an den Hotels Tropicana, MGM Grand, New York, Luxor und Excalibur vorbei. Die Veranstaltung gewann der niederländische Simracer Bono Huis (Faraday Future Dragon Racing) vor den Mahindra-Piloten Rosenqvist und Olli Pahkala, der als Erster über die Ziellinie gefahren war, aber nachträglich eine Zeitstrafe wegen eines technischen Fehlers beim FanBoost erhielt.

## Wertung
Die zehn erstplatzierten Fahrer jedes Rennens erhielten Punkte nach folgendem Schema:
| Platz  | 1  | 2  | 3  | 4  | 5  | 6 | 7 | 8 | 9 | 10 |   | PP | SR |
| Punkte | 25 | 18 | 15 | 12 | 10 | 8 | 6 | 4 | 2 | 1  | 3 | 1  |    |

### Fahrerwertung
| Pos. | Fahrer            | HKG  | MAR | BUE | MEX | MON  | PAR  | BER  | BER | NYC  | NYC  | MTR  | MTR | Punkte |
| ---- | ----------------- | ---- | --- | --- | --- | ---- | ---- | ---- | --- | ---- | ---- | ---- | --- | ------ |
| 01   | L. di Grassi      | 2°   | 5°  | 3°  | 1°  | 2°   | DNF° | 2°   | 3°  | 4°   | 5°   | 1°   | 7°  | 181    |
| 02   | S. Buemi          | 1°   | 1°  | 1°  | 13° | 1°   | 1°   | DSQ° | 1°  |      |      | DSQ° | 11° | 157    |
| 03   | F. Rosenqvist     | 15   | 3   | 18  | 16* | 6    | 4    | 1    | 2   | 15   | 2    | 9    | 2   | 127    |
| 04   | S. Bird           | 13   | 2   | DNF | 3   | DNF  | 16   | 7    | 7   | 1    | 1    | 5    | 4   | 122    |
| 05   | J. Vergne         | DNF  | 8   | 2   | 2   | DNF  | DNF  | 8    | 6   | 2°   | 8    | 2°   | 1   | 117    |
| 06   | N. Prost          | 4    | 4   | 4   | 5   | 9    | 5    | 5    | 8   | 8    | 6    | 6    | DNF | 93     |
| 07   | N. Heidfeld       | 3    | 9   | 15  | 12  | 3    | 3    | 3    | 10  | DNF  | 3°   | DNF  | 5   | 88     |
| 08   | D. Abt            | DNF  | 6°  | 7°  | 7°  | 7    | 13*° | 6°   | 4°  | 14*° | DNF° | 4    | 6°  | 67     |
| 09   | J. López          | DNF° | 10  | 10  | 6   | DNF  | 2    | 4    | 5   |      |      | DNF  | 3   | 65     |
| 10   | S. Sarrazin       | 10   | 12  | 12  | 15  | 15*° | 10   | 11   | 14  | 3    | 12*  | 3    | 8   | 36     |
| 11   | N. Piquet         | 11   | 16  | 5   | 9   | 4    | 7    | 12   | 12  | 11   | 16*  | 13   | 16  | 33     |
| 12   | O. Turvey         | 8    | 7   | 9   | DNF | 13*  | 12   | 10   | 9   | 6    | 14   | 15   | 17  | 26     |
| 13   | R. Frijns         | 6    | 11  | 14  | 11  | 12   | 6    | 17   | 18  | 9    | 9    | 8    | 13  | 24     |
| 14   | M. Evans          | DNF  | 17  | 13  | 4   | 10   | 9    | DNF  | 17  | NC   | DNF  | 7    | 12  | 22     |
| 15   | L. Duval          | 14   | 18  | 6   | DNF | NC   |      | 15   | DNF | 5    | 13*  | DNF  | 19* | 20     |
| 16   | P. Gasly          |      |     |     |     |      |      |      |     | 7    | 4    |      |     | 18     |
| 17   | M. Engel          | 9    | NC  | NC  | DNF | 5    |      | 9    | NC  | NC   | DNF  | 12   | 18  | 16     |
| 18   | J. D’Ambrosio     | 7    | 13  | 8   | 14  | DNF  | DNF  | 13   | 13  | DNF  | 10   | 11   | 9   | 13     |
| 19   | T. Dillmann       |      |     |     |     |      | 8    | 18   | 15  | 13   | 7    | 10   | 10  | 12     |
| 20   | A. Félix da Costa | 5    | DNF | 11  | DNF | 11   | DNF  | 16   | 11  | 12   | 15   | 14   | 15  | 10     |
| 21   | A. Carroll        | 12   | 14  | 17  | 8   | 14   | 15   | 14   | 16  | 10   | 11   | 16   | 14  | 5      |
| 22   | E. Gutiérrez      |      |     |     | 10  | 8    | 11   |      |     |      |      |      |     | 5      |
| 23   | A. Lynn           |      |     |     |     |      |      |      |     | DNF  | DNF  |      |     | 3      |
| 24   | M. Conway         |      |     |     |     |      | 14   |      |     |      |      |      |     | 0      |
| 25   | Q. Ma             | DNF  | 15  | 16  |     |      |      |      |     |      |      |      |     | 0      |
| Pos. | Fahrer            | HKG  | MAR | BUE | MEX | MON  | PAR  | BER  | BER | NYC  | NYC  | MTR  | MTR | Punkte |

### Teamwertung
| Pos. | Team                         | Nr. | HKG  | MAR | BUE | MEX | MON  | PAR  | BER  | BER | NYC  | NYC  | MTR  | MTR | Punkte |
| ---- | ---------------------------- | --- | ---- | --- | --- | --- | ---- | ---- | ---- | --- | ---- | ---- | ---- | --- | ------ |
| 01   | Renault e.dams               | 08  | 4    | 4   | 4   | 5   | 9    | 5    | 5    | 8   | 8    | 6    | 6    | DNF | 268    |
| 01   | Renault e.dams               | 09  | 1°   | 1°  | 1°  | 13° | 1°   | 1°   | DSQ° | 1°  | 7    | 4    | DSQ° | 11° | 268    |
| 02   | ABT Schaeffler Audi Sport    | 11  | 2°   | 5°  | 3°  | 1°  | 2°   | DNF° | 2°   | 3°  | 4°   | 5°   | 1°   | 7°  | 248    |
| 02   | ABT Schaeffler Audi Sport    | 66  | DNF  | 6°  | 7°  | 7°  | 7    | 13*° | 6°   | 4°  | 14*° | DNF° | 4    | 6°  | 248    |
| 03   | Mahindra Racing              | 19  | 15   | 3   | 18  | 16* | 6    | 4    | 1    | 2   | 15   | 2    | 9    | 2   | 215    |
| 03   | Mahindra Racing              | 23  | 3    | 9   | 15  | 12  | 3    | 3    | 3    | 10  | DNF  | 3°   | DNF  | 5   | 215    |
| 04   | DS Virgin Racing             | 02  | 13   | 2   | DNF | 3   | DNF  | 16   | 7    | 7   | 1    | 1    | 5    | 4   | 190    |
| 04   | DS Virgin Racing             | 37  | DNF° | 10  | 10  | 6   | DNF  | 2    | 4    | 5   | DNF  | DNF  | DNF  | 3   | 190    |
| 05   | Techeetah                    | 25  | DNF  | 8   | 2   | 2   | DNF  | DNF  | 8    | 6   | 2°   | 8    | 2°   | 1   | 156    |
| 05   | Techeetah                    | 33  | DNF  | 15  | 16  | 10  | 8    | 11   | 11   | 14  | 3    | 12*  | 3    | 8   | 156    |
| 06   | NextEV NIO                   | 03  | 11   | 16  | 5   | 9   | 13*  | 12   | 10   | 9   | 6    | 14   | 13   | 16  | 59     |
| 06   | NextEV NIO                   | 88  | 8    | 7   | 9   | DNF | 4    | 7    | 12   | 12  | 11   | 16*  | 15   | 17  | 59     |
| 07   | Andretti Formula E           | 27  | 5    | 11  | 14  | 11  | 12   | 6    | 17   | 18  | 9    | 9    | 8    | 13  | 34     |
| 07   | Andretti Formula E           | 28  | 6    | DNF | 11  | DNF | 11   | DNF  | 16   | 11  | 12   | 15   | 14   | 15  | 34     |
| 08   | Faraday Future Dragon Racing | 06  | 14   | 18  | 6   | DNF | NC   | 14   | 15   | DNF | 5    | 13*  | DNF  | 19* | 33     |
| 08   | Faraday Future Dragon Racing | 07  | 7    | 13  | 8   | 14  | DNF  | DNF  | 13   | 13  | DNF  | 10   | 11   | 9   | 33     |
| 09   | Venturi Formula E Team       | 04  | 10   | 12  | 12  | 15  | 15*° | 10   | 18   | 15  | 13   | 7    | 10   | 10  | 30     |
| 09   | Venturi Formula E Team       | 05  | 9    | NC  | NC  | DNF | 5    | 8    | 9    | NC  | NC   | DNF  | 12   | 18  | 30     |
| 10   | Panasonic Jaguar Racing      | 20  | DNF  | 17  | 13  | 4   | 10   | 9    | DNF  | 17  | NC   | DNF  | 7    | 12  | 27     |
| 10   | Panasonic Jaguar Racing      | 47  | 12   | 14  | 17  | 8   | 14   | 15   | 14   | 16  | 10   | 11   | 16   | 14  | 27     |
| Pos. | Team                         | Nr. | HKG  | MAR | BUE | MEX | MON  | PAR  | BER  | BER | NYC  | NYC  | MTR  | MTR | Punkte |

### Legende
| Legende                      | Legende       | Legende                                                                 |
| Farbe                        | Abkürzung     | Bedeutung                                                               |
| ---------------------------- | ------------- | ----------------------------------------------------------------------- |
| Gold                         | —             | Sieger                                                                  |
| Silber                       | —             | 2. Platz                                                                |
| Bronze                       | —             | 3. Platz                                                                |
| Grün                         | —             | Platzierung in den Punkten                                              |
| Blau                         | —             | Klassifiziert außerhalb der Punkteränge                                 |
| Violett                      | DNF           | Rennen nicht beendet                                                    |
| Violett                      | NC            | nicht klassifiziert                                                     |
| Rot                          | DNQ           | nicht qualifiziert                                                      |
| Schwarz                      | DSQ           | disqualifiziert                                                         |
| Weiß                         | DNS           | nicht am Start                                                          |
| Weiß                         | WD            | zurückgezogen                                                           |
| Weiß                         | C             | Rennen abgesagt                                                         |
| Blanko                       |               | nicht teilgenommen                                                      |
| Blanko                       | DNP           | gemeldet, aber nicht teilgenommen                                       |
| Blanko                       | INJ           | verletzt oder krank                                                     |
| Blanko                       | EX            | ausgeschlossen                                                          |
| sonstige Formate und Zeichen | P/fett        | Pole-Position                                                           |
| sonstige Formate und Zeichen | kursiv        | Schnellste Rennrunde (ab 2017/18: Schnellste Rennrunde der ersten Zehn) |
| sonstige Formate und Zeichen | unterstrichen | Führender in der Gesamtwertung                                          |
| sonstige Formate und Zeichen | °             | FanBoost                                                                |
| sonstige Formate und Zeichen | *             | nicht im Ziel, aufgrund der zurückgelegten Distanz aber gewertet        |
| sonstige Formate und Zeichen | ( )           | Streichresultat                                                         |